# Ilovca
Ilovca je naselje v Občini Vojnik. Ime je dobila po prsti ilovici. Naselje se nahaja v hriboviti pokrajini. Prva hiša je bila postavljena okoli 60-ih let dvajsetega stoletja. 
Mimo naselja teče reka Drežnica, ki se nato izliva v Hudinjo pr Vojniku. Okoli tega kraja je bilo med 2.sv.vojno veliko partizanskih utrdb.

## Prebivalstvo
Etnična sestava 2002:
- Slovenci: 88 (100 %)